# Laura Mattarellaová
Laura Mattarellaová (* 16. února 1968, Palermo) je italská právnička, která je současnou první dámou Itálie. Je prvním dítětem a jedinou dcerou prezidenta Sergia Mattarella, který je v úřadu od roku 2015.

## Život
Laura Mattarellaová je dcerou prezidenta Sergia Mattarella a jeho manželky Marisy Chiazzeseové. Vystudovala práva. Vdala se za Cosima Comella, se kterým má tři děti.

## První dáma
Prezident Sergio Mattarella je vdovec; jeho manželka Marisa Chiazzeseová zemřela v roce 2012. Reprezentačních funkcí první dámy se tehdy ujala jejich dcera Laura, která svého otce začala okamžitě doprovázet na státních návštěvách a cestách po Itálii.
U příležitosti státní návštěvy Vietnamu v roce 2015 se zúčastnila řady setkání i bez otce, včetně soukromé návštěvy školy v nejchudší části Ho Či Minova Města.

## Vyznamenání
- Arménie: Nositelka Řádu přátelství (6. října 2021)
- Ázerbájdžán: Nositelka Řádu slávy (18. července 2018)
- Estonsko: Nositelka Řádu kříže země Panny Marie 1. třídy (2. července 2018)
- Francie: Velkodůstojník Řádu čestné legie (5. července 2021)
- Litva: Velkokříž Řádu za zásluhy (5. července 2018)
- Lotyšsko: Komtur velkokříže Řádu tří hvězd (29. června 2018)
- Německo: Velkokříž Záslužného řádu Spolkové republiky Německo 1. třídy (19. září 2019)
- Nizozemsko: Velkokříž Řádu koruny (9. listopadu 2022)[6]
- Norsko: Velkokříž Řádu za zásluhy (6. dubna 2016)
- Polsko: Velkokříž Řádu za zásluhy Polské republiky (17. dubna 2023)
- Rakousko: Velká čestná dekorace ve zlatě na stuze za zásluhy o Rakouskou republiku (1. července 2019)
- Rumunsko: Velkokříž Řádu rumunské hvězdy (15. října 2018)[7]
- Řecko: Velkokříž Řádu dobročinnosti (17. ledna 2017)
- Španělsko: Dáma velkokříže Řádu Isabely Katolické (8. listopadu 2021)[8]
- Švédsko: Komtur velkokříže Řádu polární hvězdy (13. listopadu 2018)